# کوسیلکا
کوسیلکا (به لاتین: Kosilka) یک منطقهٔ مسکونی در بلغارستان است که در تساروا لیوادا واقع شده‌است.